# Charlotte (Michigan)
Charlotte è un comune degli Stati Uniti d'America, situato nello Stato del Michigan, nella contea di Eaton, della quale è anche il capoluogo.